# Exostema brachycarpum
Exostema brachycarpum är en måreväxtart som först beskrevs av Olof Swartz, och fick sitt nu gällande namn av Schult.. Exostema brachycarpum ingår i släktet Exostema och familjen måreväxter. IUCN kategoriserar arten globalt som nära hotad.
Artens utbredningsområde är Jamaica. Inga underarter finns listade i Catalogue of Life.